# Rapatea paludosa
Espèce
Classification APG III (2009)
Synonymes
- Mnasium paludosum (Aubl.) Willd.
- Rapatea schultesiana García-Barr. & L.E. Mora[2]

Rapatea paludosa est une espèce herbacée sud-américaine appartenant à la famille des Rapateaceae. Il s'agit de l'espèce type du genre Rapatea. 
Elle est connue sous le nom de ka'i kuluwa (Wayãpi) en Guyane, et de Yellow lily (Créole), Katuburi (Arawak) au Guyana.

## Description
Rapatea paludosa est une plante herbacée pouvant atteindre 0,8–1,5 m de haut. Ses feuilles lisses, sont larges de (2–)4–11,5 cm et ont leur base progressivement rétrécie jusqu'à la gaine foliaire longue de 15–25 cm. L'inflorescence est portée sur un pédoncule plat, strié, ailé, portant une courte pubescence brune, est long de 25-40 cm, large de 5 mm à sa base, est de 10-20 mm au sommet. L'inflorescence globuleuse, large de 3 à 8 cm, se forme entre deux bractées involucrales presque égales, largement ovales à cordés, larges de 4 à 6 cm, longues de 5–25 cm, et atténuées à l'apex. À l'aisselle des deux bractées lancéolées et acuminées, se forment de nombreux pédicelles longs de 1 à 1,5 cm, portant les épillets de floraux. Les 8-12 bractéoles, sont densément imbriquées, de couleur paille, rigides, ovales, mucronées, augmentant progressivement de longueur : les supérieures de 1 cm de long, forment ensemble un involucre étroit, ellipsoïde, aigu. Les sépales connés à la base en un tube membraneux long de 2 mm, forment une coque, lancéolées, aiguës, très rigides, longue d'environ 13 mm, à 7 nervures, jaunâtres et charnus au sommet. Les pétales sont jaunes, membraneux, connés à leur base, obtus, légèrement plus longs que les sépales. Les étamines portent des filets longs de 3 mm et des anthères de longues 6 mm, et se terminent par un appendice brun, long de 2 mm, semblable à une cuillère à manche géniculé, le creux de la cuillère étant le pore de l'anthère. L'ovaire est obovoïde, trigone, rétréci jusqu'à sa base. Le style est filiforme à son extrémité. Le capsule obovale, trigone, de longue de 5 mm, est dans sa partie inférieure hyaline, membraneuse, à 3 loges, et dans sa moitié supérieure loculicide, déhiscente par 3 valves coriaces, jaunâtres, avec des septa ligneux, se dissolvant à partir de l'axe central et attachés aux valves. On trouve dans chaque alvéole une graine oblongue, longue de 4 mm, mesurant 2,5 mm de diamètre, ridées transversalement. 

## Répartition
On rencontre Rapatea paludosa du Panama, au Brésil (bassin amazonien, Bahia), en passant par la Colombie (Valle et sud-est), Trinidad, le Venezuela, le Guyana, le Suriname, la Guyane et le Pérou.
C'est l'espèce du genre Rapatea la plus commune et la plus répandue.

## Écologie
Cette grande herbe pousse à 50–500(–1 500) m d'altitude, sur les sols marécageux des bas-fonds humides et des ruisseaux de sous-bois de la forêt ancienne,. 

## Utilisations
Les jeunes feuilles de Rapatea paludosa servent à confectionner un remède Wayãpi contre l'essoufflement lié aux affections pulmonaires.
Au nord-ouest du Guyana, les Amérindiens en font une préparation destinée à prévenir la calvitie.

## Histoire naturelle
En 1775, le botaniste Aublet propose la diagnose suivante : 
« RAPATEA (paludoſa). (Tabula 118.) 

Planta perennis, radice fibroſâ., lignoſâ. Folia longiſſima, anguſta, acuta, glabra, ſtriata, integerrima, baſi vaginantia, mutuó ſe amplexantia, ſuprà vaginam anguſtata. Scapi plures, nudi, bipedales, ſtriati, compreſſi, marginati, verſus ſummitatem ſenſim latiores, ex axillis foliorum radicalium orti. Flores in involucro collecti, pedunculati ; pedunculo squamulis imbricato, infra baſim calicis. 
Corolla flava. 
Florebat Junio. 

Habitat in ſylvis paludoſis Orapuenſibus, & propè ripam amnis Galibienſis. »

« LA RAPATE des marais. (PLANCHE 118.)
Cette plante a ſes racines dures & fibreuſes, d'où s'élèvent des feuilles longues, étroites, droites, fermes, ſèches, terminées en pointe, & garnies de fibres longitudinales ; leurs pédicules forment une gaîne par laquelle elles s'embraſſent mutuellement. Les feuilles ſont très étroites au deſſus de cette gaine, d'où inſenſiblement elles s'élargiſſent juſqu'au milieu de leur longueur ; enſuite elles vont en ſe rétréciſſant juſqu'à l'extrémité ſupérieure ; les plus grandes ont une gaîne de trois pouces de long, & le reſte de la feuille eſt long d'environ deux pieds, & large de deux pouces. D'entre ces feuilles s'élèvent des tiges ſimples, dures, fermés, vertes, applaties, ſtriées, bordées d'un feuillet mince, très étroit; dans leur naiſſance elles s'élargiſſent de plus en plus juſqu'à leur ſommet, qui ſe diviſe en deux lames triangulaires, dont l'angle ſupérieur eſt fort allongé & aigu : ces deux lames fervent d'enveloppe aux fleurs, elles, ſont ramaſſées en grand nombre, portées chacune ſur un pédoncule de quatre à cinq lignes de long; ce pédoncule eſt à ſa partie ſupérieure garni de pluſieurs écailles concaves, aiguës, couchées les unes ſur les autres ; elles couvrent en partie le calice de la fleur ; ce calice eſt de trois pièces minces, concaves, terminées en pointe. 
La corolle eſt d'une ſeule pièce dont le tube eſt très court, diviſé profondément en trois lobes concaves, jaunes, aigus. Les étamines ſont au nombre de ſix, attachées au petit tube de la corolle. Leur filet eſt court, blanc. Les anthères ſont longues, & à quatre angles, ſurmontées d'un feuillet jaune, ovoïde & concave. 
Le piſtil eſt un ovaire à trois côtes arrondies, ſurmontées d'un style blanc, charnu, cannelé, termine par trois stigmates verts qui ſe roulent les uns ſur les autres. Le fruit n'étoit pas en maturité. 
Cette plante croît dans les bois marécageux, qui ſont au bord des rivières d'Orapu, du Comté & de la crique des Galibis. Elle étoit en fleur dans le mois de Juin. »

— Fusée-Aublet, 1775.